# Prototrichia metallica
Prototrichia metallica ist eine Art der Schleimpilze aus der Ordnung der Trichiida und die einzige Art der Gattung Prototrichia. Sie ist hauptsächlich in Gebirgen verbreitet.

## Beschreibung
Prototrichia metallica gilt als sehr variable Art. Das Plasmodium ist weiß. Die Fruchtkörper stehen in dichten Gruppen. Sie sind orangebraune bis mattbraune, gelegentlich rosafarbene, kurzgestielte oder einem stark verjüngten Ansatz aufsitzende, selten annähernd plasmodiokarpe Sporokarpe mit einem Durchmesser von 0,5 bis 2,2 Millimeter. Das häutige Peridium ist durchscheinend dünn und glänzend irisierend gefärbt. Seine Oberfläche besteht aus grobmaschig angeordneten, runzligen Linien, entlang derer sie später in Einzelteile zerfällt.
Das häufig unregelmäßige Capillitium besteht in der Regel aus zahlreichen gelbbraunen, massiv scheinenden, spiralig gebänderten Fäden, die sich zum äußeren Ende hin vielfädig teilen. Die Verzweigungen sind oftmals spiralig miteinander verwoben, gelegentlich bilden sie ein Netz. Viele der äußeren Enden sind mit dem oberen Teil der Peridialwand verwachsen. Die Spiralen fehlen gelegentlich. Die bestachelten Sporen sind als Masse rosa, orangebraun bis braun, einzeln gelb und haben einen Durchmesser von 10 bis 13, selten bis 15 Mikrometer.

## Verbreitung
Prototrichia metallica ist bekannt aus Gebirgszonen Tasmaniens, Europas und des westlichen Nordamerikas. Funde aus Südamerika waren bis 1976 nicht bekannt; es gilt aber als unzweifelhaft, dass sie dort ebenfalls entdeckt werden wird. Sie gilt als „nivicol“, das heißt, sie wächst zur Zeit der Schneeschmelze an der Schneegrenze.

## Systematik und Forschungsgeschichte
Die Art wurde bereits 1859 als Trichia metallica durch Miles Joseph Berkeley, die Gattung 1876 von Joszef Tomasz Rostafinski erstbeschrieben. Prototrichia wurde lange Zeit zu den Dianemidae gestellt, zeitweise sogar als eigene Familie Prototrichiaceae angesehen. Seit Ende der 1960er Jahre hat sich jedoch die Ansicht durchgesetzt, dass sie Teil der Trichiidae sind. Charles Meylan beschrieb 1921 eine weitere Art Prototrichia schroeteri, der Name gilt in der Regel als Synonym, Nowotny hält es jedoch für möglich, dass sich dahinter eine separate Art verbirgt.

## Nachweise
Fußnoten direkt hinter einer Aussage belegen die einzelne Aussage, Fußnoten direkt hinter einem Satzzeichen den gesamten vorangehenden Satz. Fußnoten hinter einer Leerstelle beziehen sich auf den kompletten vorangegangenen Absatz.
1. 1 2 3 4 5  Wolfgang Nowotny: Beiträge zur Kenntnis der Myxomyceten Oberösterreichs V. In: Linzer biologische Beiträge. 22. Jahrgang, Heft 1, Linz 1990, S. 100–102 (ganzer Artikel S. 97–142, zobodat.at [PDF]).
2. 1 2 3  David W. Mitchell: World inventory of myxomycete species - Descriptions and taxonomic references., 2010 Edition, DVD.
3. ↑  Marie L. Farr: Myxomycetes. In: Flora Neotropica. Band 16. The New York Botanical Garden, New York 1976, ISBN 0-89327-009-1, S. 58–59.
4. ↑  Donald T. Kowalski: Observations on the Dianemaceae. In: Mycologia. Band 59:6, 1967, S. 1075–1084.